# Пестеревская
Пестеревская — деревня в Тарногском районе Вологодской области.
Входит в состав Тарногского сельского поселения (с 1 января 2006 года по 8 апреля 2009 года входила в Шебеньгское сельское поселение), с точки зрения административно-территориального деления — в Шебеньгский сельсовет.
Расстояние до районного центра Тарногского Городка по автодороге — 15 км. Ближайшие населённые пункты — Кузьминская, Филистевская, Митинская, Подгорная, Горка, Прокопьевская, Старый Двор.
По данным переписи в 2002 году постоянного населения не было.